# Lorne Lanning
Lorne Lanning é um desenvolvedor americando de jogos, criador da saga Oddworld e um dos co-fundadores da desenvolvedora de jogos Oddworld Inhabitants. Ele foi o presidente da companhia durante muitos anos, até que, em 2008, o cargo foi tomado por larry Shapiro, e Lanning passou a ser o diretor de arte. 
O universo de Oddworld foi criado por Lanning, e é baseado nos universos criados por Tolkien, George Lucas, Jimi Henson e até Walt Disney.
Ele tem mais de 15 anos de experiência em computação gráfica e é membro do conselho da Academia de Artes e Ciências. Ele também tem um celibatário BFA (Bachelor of Fine Arts) pelo Instituto de Arte da Califórnia e um PhD honorífico pela Academia de Arte de San Francisco.
1. ↑  Inc, Oddworld Inhabitants. «Oddworld Inhabitants - Oddworld Inhabitants, Inc». www.oddworld.com. Consultado em 22 de janeiro de 2024